# 콜린 레니슨

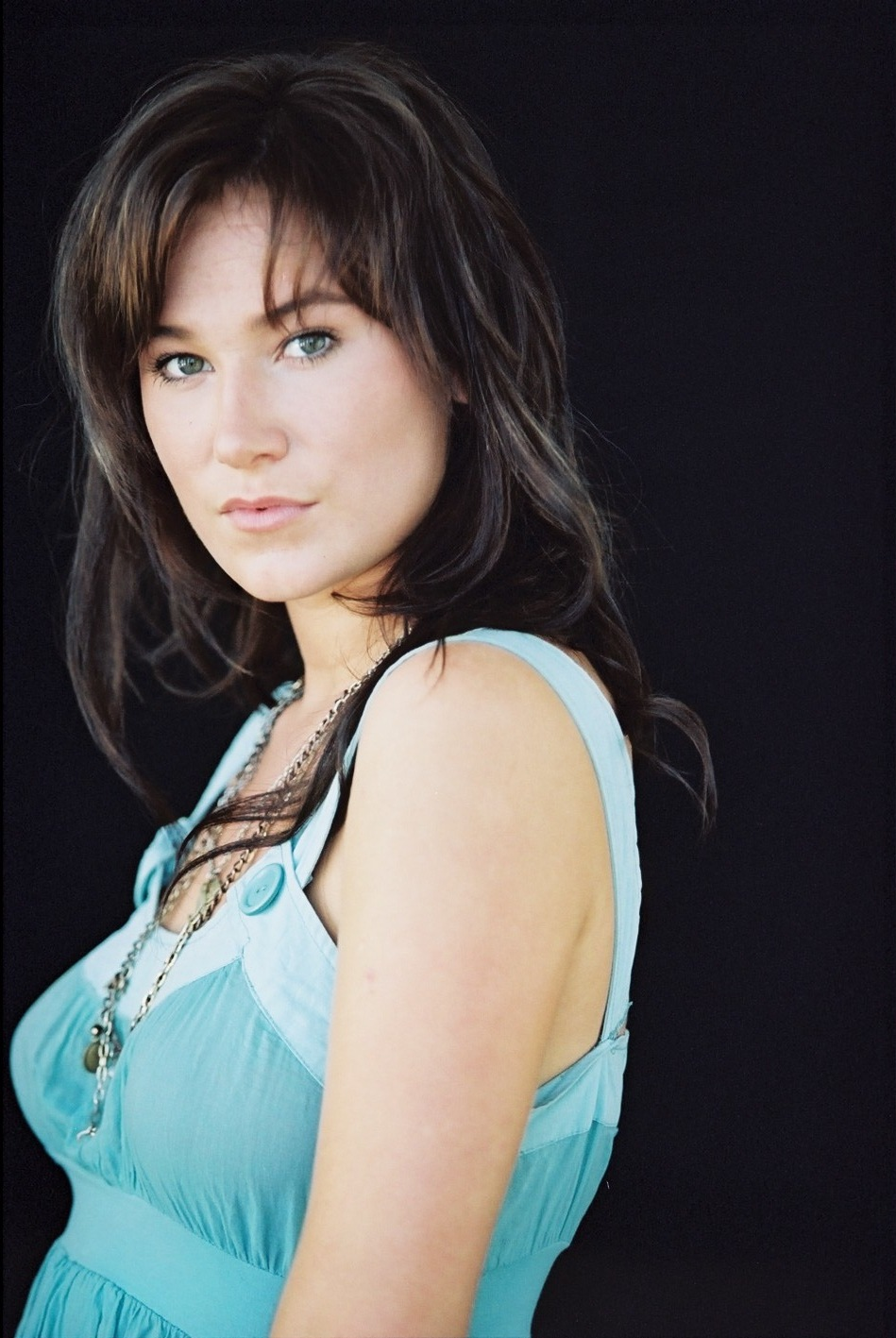

콜린 레니슨(Colleen Rennison, 1987년 12월 2일 ~ )은 캐나다의 배우, 가수이다.
밴쿠버에서 태어났다.

## 영화
- 원 라스트 라이드 (2015년)
- 부트 캠프 (2007년) - 엘렌 역
- 뷰티풀 (2000년)
- 스토리 오브 어스 (1999년) - 에린 조단 역
- 언포겟터블 (1996년)
- 카풀 (1996년)
- 제3의 눈 (1995년)
- 드림 맨 (1995년)